# Regio's van Chili
Chili bestaat sinds september 2018 uit zestien regio's (regiones). Tot februari 2018 hadden de regio's - naast een naam - ook een Romeins nummer. De regio's worden bestuurd door een intendant (intendente) die wordt aangewezen door de president en bestaan uit een of meer provincies, die weer uit gemeenten bestaan.

## Geschiedenis
Voor 1974 was Chili onderverdeeld in 25 provincies, waarbij elke provincie weer was onderverdeeld in meerdere departementen. In dat jaar werd een wet aangenomen waardoor het land werd verdeeld in dertien regio's. De regio's vervingen hiermee de provincies als tweede bestuurslaag (na het nationale niveau). Deze nieuwe regio's kregen, van noord naar zuid, ook een Romeins nummer toegewezen. De noordelijkste regio (Tarapacá) kreeg nummer I, terwijl de zuidelijkste regio (Magallanes y la Antártica Chilena) nummer XII kreeg. De hoofdstedelijke regio (Región Metropolitana de Santiago) werd buiten de nummering gehouden.
In 2006 werden door het Nationaal Congres van Chili twee nieuwe regio's ingesteld. In het noorden werd de regio Arica y Parinacota afgesplitst van Tarapacá en in het zuiden werd Los Ríos afgesplitst van Los Lagos. Een jaar later traden beide regio's in werking. Beide regio's kregen ook een nummer: omdat de wet voor Los Ríos zes dagen eerder in werking trad dan de wet voor Arica y Parinacota, kreeg Los Ríos nummer XIV en Arica y Parinacota kreeg nummer XV. Een gevolg hiervan was dat de nummering van de regio's niet meer in lijn was van hun geografische ligging.
In 2017 werd een zestiende regio ingesteld; in het midden van het land werd de regio Ñuble afgesplitst van de Biobío. Deze wet trad een jaar later in werking. Enkele maanden daarvoor was de nummering van de regio's afgeschaft.

## Overzicht regio's van Chili

Regio's van chili (2018)

De Chileense eilanden in de Grote Oceaan vallen binnen de regionale indeling. De Juan Fernández-archipel (waaronder ook de Desventuradaseilanden vallen) is een gemeente in de provincie Valparaíso en Paaseiland is een provincie van zichzelf. De provincies Paaseiland en Valparaíso liggen allebei in de regio Valparaíso.
Het Chileens Antarctisch Territorium is als gemeente Antártica onderdeel van de regio Magallanes y la Antártica Chilena. Met 1.250.258 km² is het dit grootste gemeente van Chili (ongeveer even groot als het land Angola en 25 keer zo groot als de op een na grootste Chileense gemeente). Deze claim overlapt deels met de Argentijnse en Britse claim op Antarctisch gebied. Omdat deze territoriale claims internationaal niet worden erkend, is de gemeente Antártica niet opgenomen in onderstaand overzicht.
Sommige regio's gebruiken een kortere naam dan hun officiële naam; zo wordt de regio Libertador General Bernardo O'Higgins ook wel enkel O'Higgins genoemd. In onderstaand overzicht worden beide namen aangegeven: de gangbare naam en de complete, officiële naam.
| Nr.  | Vlag | Regio                                                      | Bevolking (2017) | Oppervlakte | Dichtheid (2017) | Hoofdstad    | Grootste gemeente (inwoners) | Provincies | Ligging |
| ---- | ---- | ---------------------------------------------------------- | ---------------- | ----------- | ---------------- | ------------ | ---------------------------- | ---------- | ------- |
| II   |      | Antofagasta Región de Antofagasta                          | 607.534          | 126.049 km² | 4,82 inw./km²    | Antofagasta  | Antofagasta                  | 3          | 3e      |
| IX   |      | Araucanía Región de La Araucanía                           | 957.224          | 31.842 km²  | 30,06 inw./km²   | Temuco       | Temuco                       | 2          | 12e     |
| XV   |      | Arica y Parinacota Región de Arica y Parinacota            | 226.068          | 16.873 km²  | 13,40 inw./km²   | Arica        | Arica                        | 2          | 1e      |
| III  |      | Atacama Región de Atacama                                  | 286.168          | 75.176 km²  | 3,81 inw./km²    | Copiapó      | Copiapo                      | 3          | 4e      |
| XI   |      | Aysén Región de Aysén del General Carlos Ibáñez del Campo  | 103.158          | 108.494 km² | 0,95 inw./km²    | Coyhaique    | Coyhaique                    | 4          | 15e     |
| VIII |      | Biobío Región del Biobío                                   | 1.556.805        | 23.890 km²  | 65,17 inw./km²   | Concepción   | Concepción                   | 3          | 11e     |
| IV   |      | Coquimbo Región de Coquimbo                                | 757.586          | 40.580 km²  | 18,67 inw./km²   | La Serena    | Coquimbo                     | 3          | 5e      |
| X    |      | Los Lagos Región de Los Lagos                              | 828.708          | 48.584 km²  | 17,06 inw./km²   | Puerto Montt | Puerto Montt                 | 4          | 14e     |
| XIV  |      | Los Ríos Región de Los Ríos                                | 384.837          | 18.430 km²  | 20,88 inw./km²   | Valdivia     | Valdivia                     | 2          | 13e     |
| XII  |      | Magallanes Región de Magallanes y de la Antártica Chilena  | 166.533          | 132.297 km² | 1,26 inw./km²    | Punta Arenas | Punta Arenas                 | 4          | 16e     |
| VII  |      | Maule Región del Maule                                     | 1.044.950        | 30.296 km²  | 34,49 inw./km²   | Talca        | Talca                        | 4          | 9e      |
| RM   |      | Metropolitana de Santiago Región Metropolitana de Santiago | 7.112.808        | 15.403 km²  | 461,77 inw./km²  | Santiago     | Puente Alto                  | 6          | 7e      |
| XVI  |      | Ñuble Región de Ñuble                                      | 480.609          | 13.179 km²  | 36,47 inw./km²   | Chillán      | Chillán                      | 3          | 10e     |
| VI   |      | O'Higgins Región del Libertador General Bernardo O'Higgins | 914.555          | 16.387 km²  | 55,81 inw./km²   | Rancagua     | Rancagua                     | 3          | 8e      |
| I    |      | Tarapacá Región de Tarapacá                                | 330.558          | 42.226 km²  | 7,83 inw./km²    | Iquique      | Iquique                      | 2          | 2e      |
| V    |      | Valparaíso Región de Valparaíso                            | 1.815.902        | 16.396 km²  | 110,75 inw./km²  | Valparaíso   | Viña del Mar                 | 8          | 6e      |

## Historische inwonertallen
| Regio                     | 2002      | 2012      | 2017      |
| ------------------------- | --------- | --------- | --------- |
| Antofagasta               | 493.984   | 547.463   | 607.534   |
| Araucanía                 | 869.535   | 913.065   | 957.224   |
| Arica y Parinacota        | [ 14 ]    | 213.816   | 226.068   |
| Atacama                   | 254.336   | 292.054   | 286.168   |
| Aysén                     | 91.492    | 99.609    | 103.158   |
| Biobío                    | 1.861.562 | 1.971.998 | 1.556.805 |
| Coquimbo                  | 603.210   | 707.654   | 757.586   |
| Los Lagos                 | 1.073.135 | 798.141   | 828.708   |
| Los Ríos                  | [ 15 ]    | 364.592   | 384.837   |
| Magallanes                | 150.826   | 159.468   | 166.533   |
| Maule                     | 908.097   | 968.336   | 1.044.950 |
| Metropolitana de Santiago | 6.061.185 | 6.685.685 | 7.112.808 |
| Ñuble                     | [ 16 ]    | [ 16 ]    | 480.609   |
| O'Higgins                 | 780.627   | 877.784   | 914.555   |
| Tarapacá                  | 428.594   | 300.021   | 330.558   |
| Valparaíso                | 1.539.852 | 1.734.917 | 1.815.902 |